# Опіоїдні пептиди

Структурна кореляція між мет-енкефаліном, опіоїдним пептидом (зліва) та морфіном, опіатним препаратом (праворуч)

Опіоїдні пептиди —нейропептиди, які зв'язуються з опіатними рецепторами в головному мозку, тобто з тими рецепторами, що зв'язують опіати (морфін та ін.), імітуючи таким чином низку ознак фармакологічної дії морфіну. Відомо, що опіоїдні пептидні системи головного мозку відіграють важливу роль у мотивації, емоціях, поведінці прихильності, реакції на стрес і біль, контролі споживання їжі та корисних ефектах алкоголю та нікотину.
Ендогенні опіоїдні пептиди функціонують і як гормони, і як нейромодулятори. Такі пептиди, які служать нейромодуляторами, виробляються та виділяються нейронами і діють у головному та спинному мозку, модулюючи дії інших нейромедіаторів. Через ці два механізми ендогенні опіоїдні пептиди виробляють багато ефектів, починаючи від запобігання діареї до викликання ейфорії та полегшення болю.
Першими були відкриті 2 опіоїдні пентапептиди, названі енкефалінами: метіонін (мет)-енкефалін і лейцин (лей-)-енкефалін. Пізніше були виділені інші пептиди з опіатоподібною дією, об'єднані під назвою ендорфіни, тобто ендогенні морфіни: α-, β-, γ- та δ-ендорфіни, α- та β-неоендорфіни, динорфіни А та В.
Молекулярно-біологічні підходи, такі як методи рекомбінантної ДНК, показали, що ці пептиди поділяються на три категорії — енкефаліни, ендорфіни та динорфіни — які походять від трьох різних молекул-попередників.
Особливий інтерес до опіоїдних пептидів пов'язаний із прагненням розробити наркотичні анальгетики, до яких не виникає звикання.

## Особливості
На початку досліджень ендорфіни привернули до себе увагу як речовини з вираженою опіоїдною активністю. Як і морфін, опіоїдні пептиди мають найбільш виражену знеболювальну дію і вплив на головний мозок людини, що проявляється у розвитку складного стану ейфорії з покращенням настрою. α-, β-, γ-ендорфіни у 12–100 разів активніші, ніж такі знеболювальні речовини як енкефаліни, а найбільш активний β-ендорфін у 100—200 разів ефективніший, ніж морфін.
Однак дія ендорфінів в організмі проявляється не тільки знеболювальною дією. Спектр і біологічна дія таких пептидів наступна:
- викликають зміни поведінки, чинять заспокійливу дію на вищу нервову діяльність;[1]
- впливають на температуру тіла;[1]
- беруть участь у регуляції ендокринних функцій;[1]
- впливають на процес навчання і запам'ятовування;[1]
- виликають стан ейфорії й відхилення психічної діяльності внаслідок порушення їх обміну при шизофренії.[1]

Такі пептиди діють через опіатні рецептори, які поділяють на декілька субтипів:
- µ-(мю-)рецептори (через які опосередковуються знеболювальні ефекти, стан збудження, прилив сил, задоволення);
- δ-(дельта-)рецептори (через них опосередковується емоційна поведінка, вплив на функцію внутрішніх органів);
- χ-(каппа-)рецептори (взаємодія з цими рецепторами супроводжується відчуттям заспокоєння);
- σ-(сигма-)рецептори (їх активація викликає галюцинації, відчуття тривоги, агресію);
- ε-(іпсилон-)рецептори.

Найбільш високу густину опіатних рецепторів виявлено в лімбічній зоні головного мозку, що відповідає за процеси емоційного збудження. Поліпептиди з опіоїдними функціями були виділені також з інших органів.

## Ендогенні опіоїдні пептиди
| Опіоїдний пептид | Послідовність амінокислот        | Цільові опіоїдні рецептори                                                          | Джерело                     |
| Енкефаліни |                                  |                                                                                     |                             |
| --- | -------------------------------- | ----------------------------------------------------------------------------------- | --------------------------- |
| Лей-енкефалін | YGGFL                            | δ-опіоїдний рецептор†, μ-опіоїдний рецептор†                                        | [ 3 ] [ 4 ] [ 5 ]           |
| Мет-енкефалін | YGGFM                            | δ-опіоїдний рецептор†, μ-опіоїдний рецептор†                                        | [ 3 ] [ 4 ] [ 5 ]           |
| Меторфамід | YGGFMRRV-NH2                     | δ-опіоїдний рецептор, μ-опіоїдний рецептор                                          | [ 3 ]                       |
| Пептид E | YGGFMRRVGRPEWWMDYQKRYGGFL        | μ-опіоїдний рецептор, κ-опіоїдний рецептор                                          | [ 3 ]                       |
| Ендорфіни |                                  |                                                                                     |                             |
| α-Ендорфин | YGGFMTSEKSQTPLVT                 | μ-опіоїдний рецептор, вплив на інші рецептори невідомий                             | [ 3 ]                       |
| β-Ендорфин | YGGFMTSEKSQTPLVTLFKNAIIKNAYKKGE  | μ-опіоїдний рецептор†‡, δ-опіоїдний рецептор†                                       | [ 3 ] [ 4 ] [ 5 ] [ 6 ]     |
| γ-Ендорфин | YGGFMTSEKSQTPLVTL                | μ-опіоїдний рецептор, вплив на інші рецептори невідомий                             | [ 3 ]                       |
| Динорфіни |                                  |                                                                                     |                             |
| Динорфін A | YGGFLRRIRPKLKWDNQ                | κ-опіоїдний рецептор†‡                                                              | [ 3 ] [ 4 ] [ 7 ]           |
| Динорфін A1–8 | YGGFLRRI                         | κ-опіоїдний рецептор, μ-опіоїдний рецептор (частковий агоніст δ-опіоїдний рецептор) | [ 8 ] [ 9 ]                 |
| Динорфін B | YGGFLRRQFKVVT                    | κ-опіоїдний рецептор                                                                | [ 3 ] [ 4 ]                 |
| Великий динорфін | YGGFLRRIRPKLKWDNQKRYGGFLRRQFKVVT | κ-опіоїдний рецептор†‡                                                              | [ 7 ] [ 10 ] [ 11 ]         |
| Лейморфін | YGGFLRRQFKVVTRSQEDPNAYYEELFDV    | κ-опіоїдний рецептор                                                                | [ 12 ] [ 13 ] [ 14 ] [ 15 ] |
| α-Неоендорфін | YGGFLRKYPK                       | κ-опіоїдний рецептор                                                                | [ 3 ] [ 4 ]                 |
| β-Неоендорфін | YGGFLRKYP                        | κ-опіоїдний рецептор                                                                | [ 3 ]                       |
| Ноцицептин |                                  |                                                                                     |                             |
| Ноцицептин | FGGFTGARKSARKLANQ                | рецептори ноцецептину†‡                                                             | [ 3 ] [ 4 ] [ 16 ]          |
| Ендоморфіни |                                  |                                                                                     |                             |
| Ендоморфін-1 | YPWF-NH2                         | μ-опіоїдний рецептор                                                                | [ 3 ] [ 4 ]                 |
| Ендоморфін-2 | YPFF-NH2                         | μ-опіоїдний рецептор                                                                | [ 3 ] [ 4 ]                 |
| † Цей символ біля рецептора вказує на те, що відповідний пептид є основним ендогенним агоністом рецептора в людини. ‡ Цей символ біля рецептора вказує на те, що відповідний пептид є ендогенним лігандом із найвищою відомою ефективністю для рецептора в людини. |                                  |                                                                                     |                             |

## Екзогенні опіоїдні пептиди
Екзорфіни включають опіоїдні харчові пептиди, такі як глютеновий екзорфін і мікробні опіоїдні пептиди, а також будь-які інші опіоїдні пептиди, чужорідні для організма господаря, які мають метаболічну ефективність для цього організма. Екзорфіни можуть бути отримані з рослин і тварин, а також молочних продуктів і деяких овочів, таких як шпинат і соя.